# Håkan Sandesjö
Lars Håkan Sandesjö, född 30 januari 1945 i Kristine församling i Göteborg, är en svensk ämbetsman.
Håkan Sandesjö var revisionssekreterare i Högsta domstolen innan han 1992 blev ställföreträdande generaldirektör för Utlänningsnämnden och ordinarie generaldirektör från 18 augusti 2003 till 31 mars 2006. I augusti 2006 blev han tillförordnad generaldirektör för Konsumentverket, tillika konsumentombudsman.
Hans föregångare som generaldirektör för Utlänningsnämnden var Göran Håkansson (1997-2003), som fortsätter som svensk ambassadör i Riga, Lettland.
Håkan Sandesjö utsågs den 1 februari 2011 till vikarierande diskrimineringsombudsman.